# Кайлуа-Кона
Кайлуа, Кайлуа-Кона (англ. Kailua) — переписна місцевість (CDP) в США, в окрузі Гаваї штату Гаваї. Населення — 19 713 особи (2020).

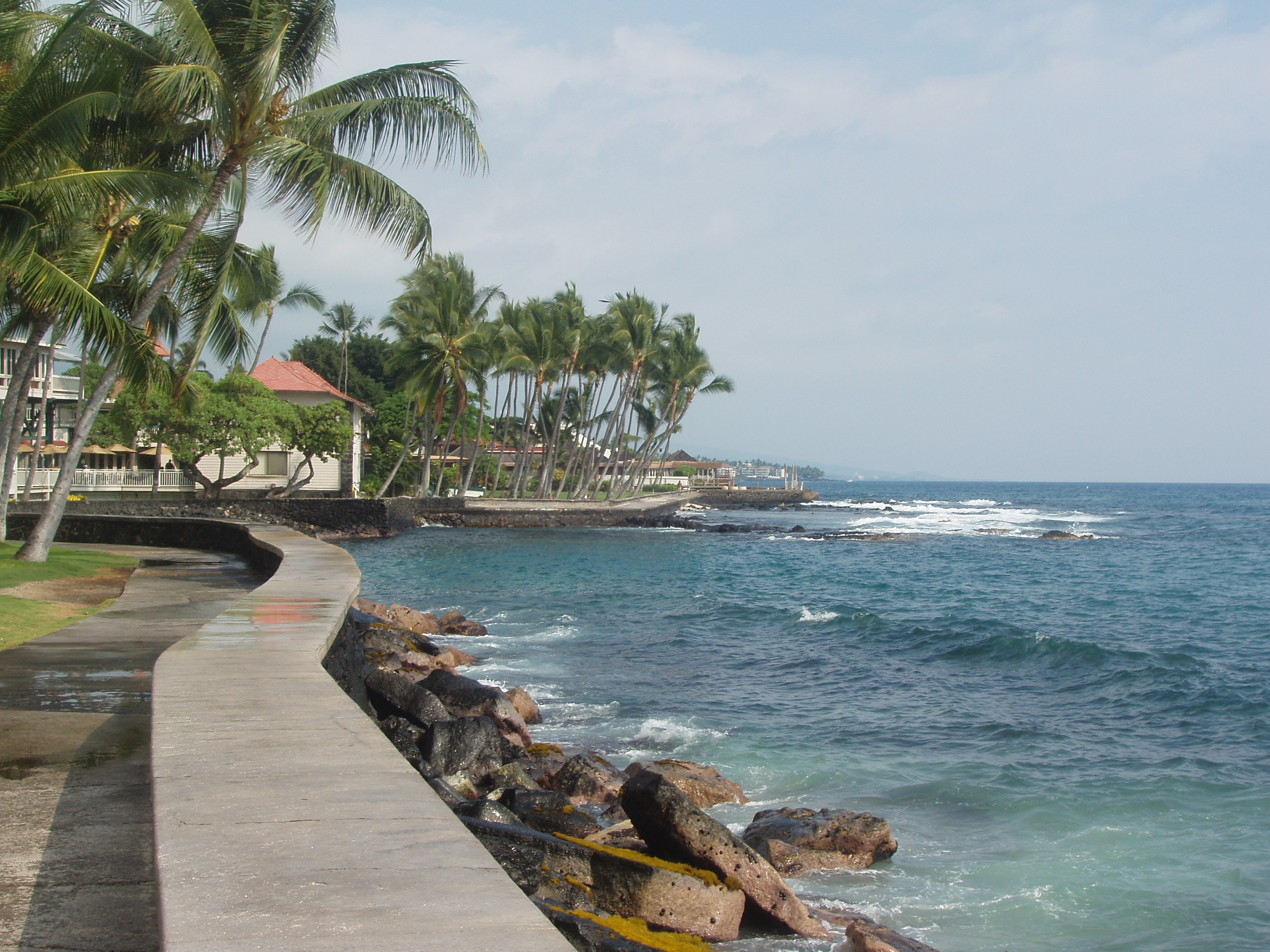
Берег у Кайлуа-Кона

Розташоване на острові Гаваї, на березі бухти Кайлуа, біля вулкана Гуалалаї. У 1812—1820 рр. було столицею Гавайського королівства.

## Географія
Кайлуа розташована за координатами 19°40′3″ пн. ш. 155°54′56″ зх. д. / 19.66750° пн. ш. 155.91556° зх. д. (19.667472, -155.915436). За даними Бюро перепису населення США в 2010 році переписна місцевість мала площу 103,32 км², з яких 92,29 км² — суходіл та 11,03 км² — водойми.

### Клімат
| Клімат : Кайлуа         | Клімат : Кайлуа | Клімат : Кайлуа | Клімат : Кайлуа | Клімат : Кайлуа | Клімат : Кайлуа | Клімат : Кайлуа | Клімат : Кайлуа | Клімат : Кайлуа | Клімат : Кайлуа | Клімат : Кайлуа | Клімат : Кайлуа | Клімат : Кайлуа | Клімат : Кайлуа |
| Показник                | Січ.            | Лют.            | Бер.            | Квіт.           | Трав.           | Черв.           | Лип.            | Серп.           | Вер.            | Жовт.           | Лист.           | Груд.           | Рік             |
| Абсолютний максимум, °C | 32,2            | 32,2            | 32,8            | 32,2            | 33,3            | 33,3            | 33,9            | 35,0            | 34,4            | 34,4            | 33,3            | 31,7            | 35,0            |
| Середній максимум, °C   | 27,6            | 27,3            | 27,9            | 28,3            | 28,6            | 29,4            | 30,0            | 30,5            | 30,4            | 30,0            | 29,0            | 28,1            | 28,9            |
| Середній мінімум, °C    | 20,1            | 20,0            | 21,1            | 21,4            | 22,0            | 23,1            | 23,4            | 23,9            | 23,7            | 23,4            | 22,1            | 20,8            | 22,1            |
| Абсолютний мінімум, °C  | 13,3            | 14,4            | 14,4            | 15,6            | 17,8            | 16,7            | 18,3            | 14,4            | 13,9            | 13,9            | 16,7            | 15,6            | 13,3            |
| Норма опадів, мм        | 61              | 38              | 45              | 35              | 51              | 25              | 18              | 35              | 21              | 34              | 33              | 72              | 468             |
| ----------------------- | --------------- | --------------- | --------------- | --------------- | --------------- | --------------- | --------------- | --------------- | --------------- | --------------- | --------------- | --------------- | --------------- |
| Джерело: WRCC/NCDC      |                 |                 |                 |                 |                 |                 |                 |                 |                 |                 |                 |                 |                 |

## Демографія
Згідно з переписом 2010 року, у селищі мешкало 11 975 осіб у 4196 домогосподарствах у складі 2720 родин. Густота населення становила 116 осіб/км². Було 5225 помешкань (51/км²).
Расовий склад населення:
| - 36,7 % — білих - 18,1 % — азіатів - 15,2 % — вихідців з тихоокеанських островів - 0,6 % — корінних американців - 0,4 % — чорних або афроамериканців - 3,7 % — осіб інших рас |

До двох чи більше рас належало 25,2 %. Частка іспаномовних становила 12,2 % від усіх жителів.
За віковим діапазоном населення розподілялося таким чином: 23,4 % — особи молодші 18 років, 64,2 % — особи у віці 18—64 років, 12,4 % — особи у віці 65 років та старші. Медіана віку мешканця становила 38,4 року. На 100 осіб жіночої статі у селищі припадало 100,9 чоловіків; на 100 жінок у віці від 18 років та старших — 100,4 чоловіків також старших 18 років.
Середній дохід на одне домашнє господарство становив 71 311 долар США (медіана — 56 596), а середній дохід на одну сім'ю — 80 977 доларів (медіана — 62 865). Медіана доходів становила 34 346 доларів для чоловіків та 37 133 долари для жінок. За межею бідності перебувало 15,4 % осіб, у тому числі 22,4 % дітей у віці до 18 років та 12,0 % осіб у віці 65 років та старших.
Цивільне працевлаштоване населення становило 6067 осіб. Основні галузі зайнятості: мистецтво, розваги та відпочинок — 23,0 %, роздрібна торгівля — 21,9 %, науковці, спеціалісти, менеджери — 13,0 %, освіта, охорона здоров'я та соціальна допомога — 11,3 %.